# Alteglofsheim
Alteglofsheim település Németországban, azon belül Bajorországban. Lakosainak száma 3360 fő (2023. december 31.).

## Népesség
A település népessége az elmúlt években az alábbi módon változott:
| Lakosok száma | 652  | 1366 | 2013 | 2701 | 3231 | 3198 | 3257 | 3299 | 3315 | 3360 |
|               | 1875 | 1950 | 1975 | 1987 | 2012 | 2014 | 2016 | 2017 | 2021 | 2023 |